# Алеш Мандоус
Алеш Мандоус (чеськ. Aleš Mandous, нар. 21 квітня 1992, Некмирж) — чеський футболіст, воротар «Славії» (Прага) і національної збірної Чехії.

## Клубна кар'єра
Народився 21 квітня 1992 року в місті Нем. Вихованець юнацьких команд футбольних клубів «Сокол» (Некмирж) та «Вікторія» (Пльзень). У дорослому футболі дебютував 2013 року виступами на умовах оренди за «Богеміанс». Згодом на аналогічних умовах захищав ворота «Баніка» (Мост).
2015 року перейшов до словацької «Жиліни», у складі якої протягом наступних трьох сезонів був резервним голкіпером.
Влітку 2018 року, після завершення контракту зі словацьким клубом, повернувся на батьківщину, де приєднався до «Сігми» (Оломоуць). Спочатку також був запасним воротарем, а по ходу сезону 2019/20 виборов собі місце у стартовому складі команди.

## Виступи за збірні
2013 року залучався до складу молодіжної збірної Чехії. На молодіжному рівні зіграв в одному офіційному матчі, пропустивши три голи.
У вересні 2020 року дебютував в офіційних матчах у складі національної збірної Чехії, відігравши у матчі Ліги націй УЄФА проти шотландців. Згодом був включений до заявки збірної на фінальну частину чемпіонату Європи 2020.
| Дата       | Місто    | Господарі | Результат | Гості     | Турнір                               | Голи | Примітки |
| ---------- | -------- | --------- | --------- | --------- | ------------------------------------ | ---- | -------- |
| 7-9-2020   | Оломоуць | Чехія     | 1 – 2     | Шотландія | Ліга націй УЄФА 2020-2021 - 1-й етап | -2   |          |
| 11-11-2021 | Оломоуць | Чехія     | 7 – 0     | Кувейт    | товариський матч                     | -    |          |
| Усього     |          | Матчів    | 2         |           | Голів                                | -2   |          |

## Титули і досягнення
- Чемпіон Словаччини (1):

«Жиліна»: 2016-2017
- Володар Кубка Чехії (1):

«Славія» (Прага): 2022-2023